# Bannister Merwin
Bannister Merwin (Lichfield, 1873 – Londra, 22 febbraio 1922) è stato uno sceneggiatore e regista statunitense.
Era fratello dello scrittore Samuel Merwin.

## Biografia
Non si conosce il giorno di nascita di Merwin, nato nel 1873 nel Connecticut. Iniziò a lavorare nell'industria cinematografica nel 1908 dirigendo il cortometraggio The New Stenographer, interpretato da Florence Turner per la casa di produzione Edison Manufacturing Company, casa per cui girerà la maggior parte dei suoi film fino al 1914. Scrisse le sceneggiature per numerosi cortometraggi di Edwin S. Porter e di J. Searle Dawley, registi di punta della compagnia.
Lavorò anche in Gran Bretagna, dove diresse alcuni film dopo aver lasciato Edison.
Come sceneggiatore, firmò 148 film girati dal 1909 al 1921. Regista dal 1908 al 1921, diresse 45 pellicole.
Morì a Londra, a 49 anni il 22 febbraio 1922.

## Filmografia

### Sceneggiatore

#### 1909
- Where Is My Wandering Boy Tonight?, regia di Edwin S. Porter – cortometraggio (1909)
- A Rose of the Tenderloin, regia di J. Searle Dawley – cortometraggio (1909)

#### 1910
- The Engineer's Romance, regia di Edwin S. Porter – cortometraggio (1910)
- Carminella, regia di Bannister Merwin – cortometraggio (1910)
- The Princess and the Peasant, regia di J. Searle Dawley – cortometraggio (1910)
- Sisters, regia di Bannister Merwin – cortometraggio (1910)
- The Lady and the Burglar, regia di Bannister Merwin – cortometraggio (1910)
- The Farmer's Daughter, regia di Edwin S. Porter – cortometraggio (1910)
- The Toymaker, the Doll and the Devil, regia di Edwin S. Porter – cortometraggio (1910)
- The Greater Love, regia di Edwin S. Porter – cortometraggio (1910)
- Arms and the Woman, regia di Bannister Merwin – cortometraggio (1910)

#### 1911
- Mike, the Miser, regia di Bannister Merwin – cortometraggio (1911)
- A Stage Romance, regia di Bannister Merwin – cortometraggio (1911)
- Mr. Bumptious, Detective, regia di Bannister Merwin – cortometraggio (1911)
- The Strike at the Mines, regia di Edwin S. Porter – cortometraggio (1911)
- The Child and the Tramp, regia di Bannister Merwin – cortometraggio (1911)
- Father's Dress Suit, regia di Bannister Merwin – cortometraggio (1911)
- The Younger Brother, regia di Bannister Merwin – cortometraggio (1911)
- The Professor and the New Hat, regia di Bannister Merwin – cortometraggio (1911)
- Two White Roses, regia di Bannister Merwin – cortometraggio (1911)
- The Silent Tongue, regia di Bannister Merwin – cortometraggio (1911)
- Betty's Buttons, regia di Bannister Merwin – cortometraggio (1911)
- The Lighthouse by the Sea, regia di Edwin S. Porter – cortometraggio (1911)
- Mary's Masquerade, regia di Bannister Merwin – cortometraggio (1911)
- The Summer Girl, regia di Bannister Merwin – cortometraggio (1911)
- Her Wedding Ring, regia di Bannister Merwin – cortometraggio (1911)
- An Old Sweetheart of Mine, regia di Bannister Merwin – cortometraggio (1911)
- A Modern Cinderella, regia di J. Searle Dawley – cortometraggio (1911)
- Home, regia di Oscar C. Apfel – cortometraggio (1911)
- The Awakening of John Bond, regia di Oscar Apfel e Charles Brabin – cortometraggio (1911)

#### 1912
- Papa's Sweetheart, regia di Bannister Merwin – cortometraggio (1912)
- The Stolen Nickel, regia di Bannister Merwin – cortometraggio (1912)
- Father's Bluff, regia di Bannister Merwin – cortometraggio (1912)
- For the Cause of the South, regia di Bannister Merwin – cortometraggio (1912)
- His Secretary, regia di Bannister Merwin  – cortometraggio(1912)
- His Daughter, regia di Bannister Merwin – cortometraggio (1912)
- The Nurse, regia di Bannister Merwin – cortometraggio (1912)
- A Cowboy's Stratagem, regia di Bannister Merwin – cortometraggio (1912)
- The Lighthouse Keeper's Daughter, regia di J. Searle Dawley – cortometraggio (1912)
- The Insurgent Senator, regia di Bannister Merwin – cortometraggio (1912)
- The Dumb Wooing, regia di Willard Louis – cortometraggio (1912)
- The Little Woolen Shoe, regia di Bannister Merwin – cortometraggio (1912)
- The Convict's Parole, regia di Edwin S. Porter – cortometraggio (1912)
- The Sunset Gun, regia di Bannister Merwin – cortometraggio (1912)
- Partners for Life, regia di J. Searle Dawley – cortometraggio (1912)
- The Escape from Bondage, regia di J. Searle Dawley e Walter Edwin – cortometraggio (1912)
- More Precious Than Gold, regia di J. Searle Dawley – cortometraggio (1912)
- In His Father's Steps, regia di J. Searle Dawley – cortometraggio (1912)
- Holding the Fort, regia di C.J. Williams – cortometraggio (1912)
- Alone in New York, regia di Ashley Miller – cortometraggio (1912)
- Helping John, regia di Bannister Merwin – cortometraggio (1912)
- The Dam Builder, regia di Bannister Merwin – cortometraggio (1912)
- The Governor, regia di Harold M. Shaw – cortometraggio (1912)
- The Little Girl Next Door, regia di J. Searle Dawley – cortometraggio (1912)
- Mary in Stage Land, regia di Harold M. Shaw – cortometraggio (1912)
- Calumet 'K', regia di J. Searle Dawley – cortometraggio (1912)
- The Girl from the Country, regia di Harold M. Shaw – cortometraggio (1912)
- The Usurer's Grip, regia di Charles J. Brabin – cortometraggio (1912)
- Under False Colors, regia di Bannister Merwin – cortometraggio (1912)
- The Affair at Raynor's, regia di Charles J. Brabin – cortometraggio (1912)
- A Suffragette in Spite of Himself, regia di Ashley Miller – cortometraggio (1912)
- A Doctor for an Hour, regia di C.J. Williams – cortometraggio (1912)
- Sally Ann's Strategy, regia di C.Jay Williams – cortometraggio (1912)
- A Letter to the Princess, regia di Ashley Miller – cortometraggio (1912)
- The Totville Eye, regia di C.J. Williams – cortometraggio (1912)
- On Donovan's Division, regia di Harold M. Shaw – cortometraggio (1912)
- The New Squire, regia di Ashley Miller – cortometraggio (1912)
- Nebbia (Fog), regia di Ashley Miller – cortometraggio (1912)
- A Christmas Accident, regia di Harold M. Shaw – cortometraggio (1912)
- A Clue to Her Parentage, regia di J. Searle Dawley – cortometraggio (1912)
- For Her, regia di Harold M. Shaw – cortometraggio (1912)

#### 1913
- The Red Man's Burden, regia di J. Searle Dawley – cortometraggio (1913)
- The Maid of Honor, regia di Charles Brabin – cortometraggio (1913)
- Leonie, regia di Charles J. Brabin – cortometraggio (1913)
- The Mountaineers, regia di Charles J. Brabin – cortometraggio (1913)
- The Ambassador's Daughter, regia di Charles Brabin – cortometraggio (1913)
- False to Their Trust, regia di J. Searle Dawley e Walter Edwin – cortometraggio (1913)
- The Princess and the Man, regia di Charles Brabin – cortometraggio (1913)
- The Governess, regia di Walter Edwin
- Confidence, regia di Bannister Merwin – cortometraggio (1913)
- His Enemy, regia di Charles Brabin – cortometraggio (1913)
- The Will of the People, regia di George Lessey – cortometraggio (1913)
- A Youthful Knight, regia di Walter Edwin – cortometraggio (1913)
- The Gauntlets of Washington, regia di J. Searle Dawley e Walter Edwin – cortometraggio (1913)
- The Dean's Daughters, regia di Walter Edwin – cortometraggio (1913)
- The Risen Soul of Jim Grant, regia di Charles J. Brabin – cortometraggio (1913)
- Bread on the Waters, regia di George Lessey – cortometraggio (1913)
- The Elder Brother, regia di George Lessey – cortometraggio (1913)
- With the Eyes of the Blind, regia di Walter Edwin – cortometraggio (1913)
- Apples of Sodom, regia di George Lessey – cortometraggio (1913)
- Fortune Smiles, regia di George A. Lessey (1913)
- A Gentleman's Gentleman, regia di Bannister Merwin – cortometraggio (1913)
- The Signal, regia di George Lessey – cortometraggio (1913)
- The Romance of Rowena, regia di C.J. Williams – cortometraggio (1913)
- The Ghost of Granleigh, regia di J. Searle Dawley – cortometraggio (1913)
- The Awakening of a Man, regia di George Lessey – cortometraggio (1913)
- Keepers of the Flock, regia di Charles Brabin – cortometraggio (1913)
- The Great Physician, regia di Richard Ridgely – cortometraggio (1913)
- The Stroke of the Phoebus Eight, regia di Charles Brabin – cortometraggio (1913)
- A Daughter of Romany, regia di Charles Brabin – cortometraggio (1913)
- The Foreman's Treachery, regia di Charles Brabin – cortometraggio (1913)
- What Shall It Profit a Man?, regia di Richard Ridgely – cortometraggio (1913)
- A Race to New York, regia di Charles J. Brabin – cortometraggio (1913)

#### 1914
- The Antique Brooch, regia di Charles Brabin – cortometraggio (1914)
- A Treacherous Rival, co-regia di Bannister Merwin e Preston Kendall – cortometraggio (1914)
- All for His Sake, regia di Charles J. Brabin – cortometraggio (1914)
- Her Children, regia di Harold M. Shaw – cortometraggio (1914)
- The Price of the Necklace, regia di Charles Brabin – cortometraggio  (1914)
- The Message in the Rose, regia di Richard Ridgely – cortometraggio (1914)
- She Stoops to Conquer, regia di George Loane Tucker – cortometraggio (1914)
- Duty, regia di Harold M. Shaw – cortometraggio (1914)
- Branscombe's Pal, regia di Harold M. Shaw – cortometraggio (1914)
- The Black Spot, regia di George Loane Tucker – cortometraggio (1914)
- Child o' My Heart – cortometraggio (1914)
- A Warning from the Past, regia di Richard Ridgely – cortometraggio (1914)
- England's Menace, regia di Harold M. Shaw – cortometraggio (1914)
- A Bachelor's Love Story, regia di George Loane Tucker – cortometraggio (1914)
- Trilby, regia di Harold M. Shaw (1914)
- The King's Minister, regia di Harold M. Shaw – cortometraggio (1914)
- V.C., regia di Harold M. Shaw – cortometraggio (1914)
- The Fringe of War, regia di George Loane Tucker – cortometraggio (1914)
- Lil o' London, regia di Harold M. Shaw – cortometraggio (1914)
- The Revenge of Mr. Thomas Atkins, regia di George Loane Tucker – cortometraggio (1914)
- Liberty Hall, regia di Harold M. Shaw – cortometraggio (1914)

#### 1915
- The Middleman
- The King's Outcast, regia di Ralph Dewsbury (1915)
- Brother Officers, regia di Harold M. Shaw (1915)
- The Ashes of Revenge, regia di Harold M. Shaw (1915)
- The Dumb Wooing, regia di Willard Louis (1915)
- The Firm of Girdlestone, regia di Harold M. Shaw (1915)

#### 1916
- Paste, regia di Ralph Dewsbury (1916)
- You, regia di Harold M. Shaw – cortometraggio (1916)
- The Last Challenge, regia di Harold M. Shaw – cortometraggio 1916)
- A Rogue in Love, regia di Bannister Merwin (1916)
- Altar Chains , regia di Bannister Merwin (1916)

#### 1917
- Boy Scouts Be Prepared, regia di Percy Nash (1917)
- Les Cloches de Corneville, regia di Thomas Bentley (1917)

#### 1918
- The Greatest Wish in the World, regia di Maurice Elvey (1918)
- Boys of the Otter Patrol, regia di Percy Nash (1918)
- A Turf Conspiracy, regia di Frank Wilson (1918)

#### 1919
- The Silver Greyhound, regia di Bannister Merwin (1919)

#### 1920
- True Tilda, regia di Harold M. Shaw (1920)
- The Pursuit of Pamela, regia di Harold M. Shaw (1920)
- London Pride, regia di Harold M. Shaw (1920)
- The Land of Mystery, regia di Harold M. Shaw e Basil Thompson (1920)

#### 1921
- The Magistrate, regia di Bannister Merwin (1921)
- The Golden Dawn, regia di Ralph Dewsbury (1921)
- 'Orace, regia di Bannister Merwin (1921)

### Regista
- The New Stenographer – cortometraggio (1908)
- A Man Without a Country – cortometraggio (1909)
- His Masterpiece – cortometraggio (1909)
- Carminella – cortometraggio (1910)
- Sisters – cortometraggio (1910)
- The Lady and the Burglar – cortometraggio (1910)
- Arms and the Woman – cortometraggio (1910)
- Mike, the Miser – cortometraggio (1911)
- A Stage Romance – cortometraggio (1911)
- Mr. Bumptious, Detective – cortometraggio (1911)
- The Child and the Tramp – cortometraggio (1911)
- Father's Dress Suit – cortometraggio (1911)
- The Younger Brother – cortometraggio (1911)
- The Professor and the New Hat – cortometraggio (1911)
- Two White Roses – cortometraggio (1911)
- The Silent Tongue – cortometraggio (1911)
- Betty's Buttons – cortometraggio (1911)
- Mary's Masquerade – cortometraggio (1911)
- The Summer Girl – cortometraggio (1911)
- Her Wedding Ring – cortometraggio (1911)
- An Old Sweetheart of Mine – cortometraggio (1911)
- Papa's Sweetheart – cortometraggio (1911)
- The Stolen Nickel – cortometraggio (1912)
- Father's Bluff – cortometraggio (1912)
- For the Cause of the South – cortometraggio (1912)
- His Secretary – cortometraggio (1912)
- His Daughter – cortometraggio (1912)
- The Nurse – cortometraggio (1912)
- A Cowboy's Stratagem – cortometraggio (1912)
- The Insurgent Senator – cortometraggio (1912)
- The Little Woolen Shoe – cortometraggio (1912)
- The Sunset Gun – cortometraggio (1912)
- Helping John – cortometraggio (1912)
- The Dam Builder – cortometraggio (1912)
- Confidence – cortometraggio (1913)
- A Gentleman's Gentleman – cortometraggio (1913)
- A Treacherous Rival, co-regia di Preston Kendall – cortometraggio (1914)
- A Rogue in Love (1916)
- Altar Chains (1916)
- The Silver Greyhound (1919)
- Her Heritage (1919)
- Laddie (1920)
- The Magistrate   (1921)
- Love at the Wheel (1921)
- 'Orace  (1921)